# سفارة إيطاليا في أوكرانيا
سفارة إيطاليا في أوكرانيا هي أرفع تمثيل دبلوماسي لدولة إيطاليا لدى أوكرانيا. تقع السفارة في كييف وهي تهدف لتعزيز المصالح الإيطالية في أوكرانيا.

## وصلات خارجية
- الموقع الرسمي
- قائمة سفارات إيطاليا
- قائمة السفارات في أوكرانيا